# Salea gularis
Salea gularis là một loài thằn lằn trong họ Agamidae. Loài này được Blyth mô tả khoa học đầu tiên năm 1854.